# 리라노카타오모이
리라노카타오모이(일본어: リラの片想い, 리라의 짝사랑/리라노카타오모이)는 대한민국 가수 선데이의 첫 번째 일본 싱글 앨범이다. 2004년에 발매되었다. 타이틀곡은 《リラの片想い》(리라노카타오모이)이다. 한국에서는 미발매되었다.

## 수록곡
1. リラの片想い
2. 恋のSTEP
3. リラの片想い (Instrumental)
4. 恋のSTEP (Instrumental)